# Teresa Carpio
Teresa Carpio es una actriz, cantante de género pop Cantopop y profesora de canto de Hong Kong, nacida el 30 de septiembre de 1956. Es madre de la cantante T.V. Carpio.

## Biografía
Teresa Carpio nació en Hong Kong el 30 de septiembre de 1956, de padre filipino, Fernando Carpio (1932) y madre china. Nacida de una familia musical (Su abuelo fue violinista y guitarrista de jazz, su padre Fernando, un baterista de jazz, y sus tíos también eran músicos profesionales). Carpio residió por una corta temporada en Filipinas y comenzó su carrera como estrella infantil, fue ganadora en el programa Búsqueda de Talento Amateur en 1963 a la edad de 6 cuando ya residía en Hong Kong.

## Carrera
A partir de 1975, inició en la televisión difundiendo su propio programa en Hong Kong, en la que actuó en solitario y con varios de sus hermanos. Ella publicó varios álbumes en Hong Kong a partir de 1976, sus primeros lanzamientos fueron con EMI, el "Hit Sound" en la serie de discos de vinilo. Finalmente seis de su álbum bajo el mismo sello discográfico de EMI fue disco de oro, en la que ha publicado varias versiones en inglés de accesos occidentales, entre ellos un álbum con George Lam. Ella hizo numerosas presentaciones en la televisión de Hong Kong, a finales de 1970. 
Carpio fue la primera artista más joven de Hong Kong, para aparecer en la televisión nacional, como también en Japón. Actuó en muchos otros países tan lejanos como Singapur, Malasia, Tahití, Brunéi, Estados Unidos y Canadá.